# 波普米亞涅 (博布里涅茨區)
48°7′11″N 32°9′28″E / 48.11972°N 32.15778°E
波普米亞涅（烏克蘭語：Полум'яне），是烏克蘭中部的村莊，隸屬基洛夫格勒州的克羅皮夫尼茨基區。該村面積1.29平方公里，海拔高度133米，2001年人口134，人口密度每平方公里104.2人。